# Wahre Geschichten (Lukian)

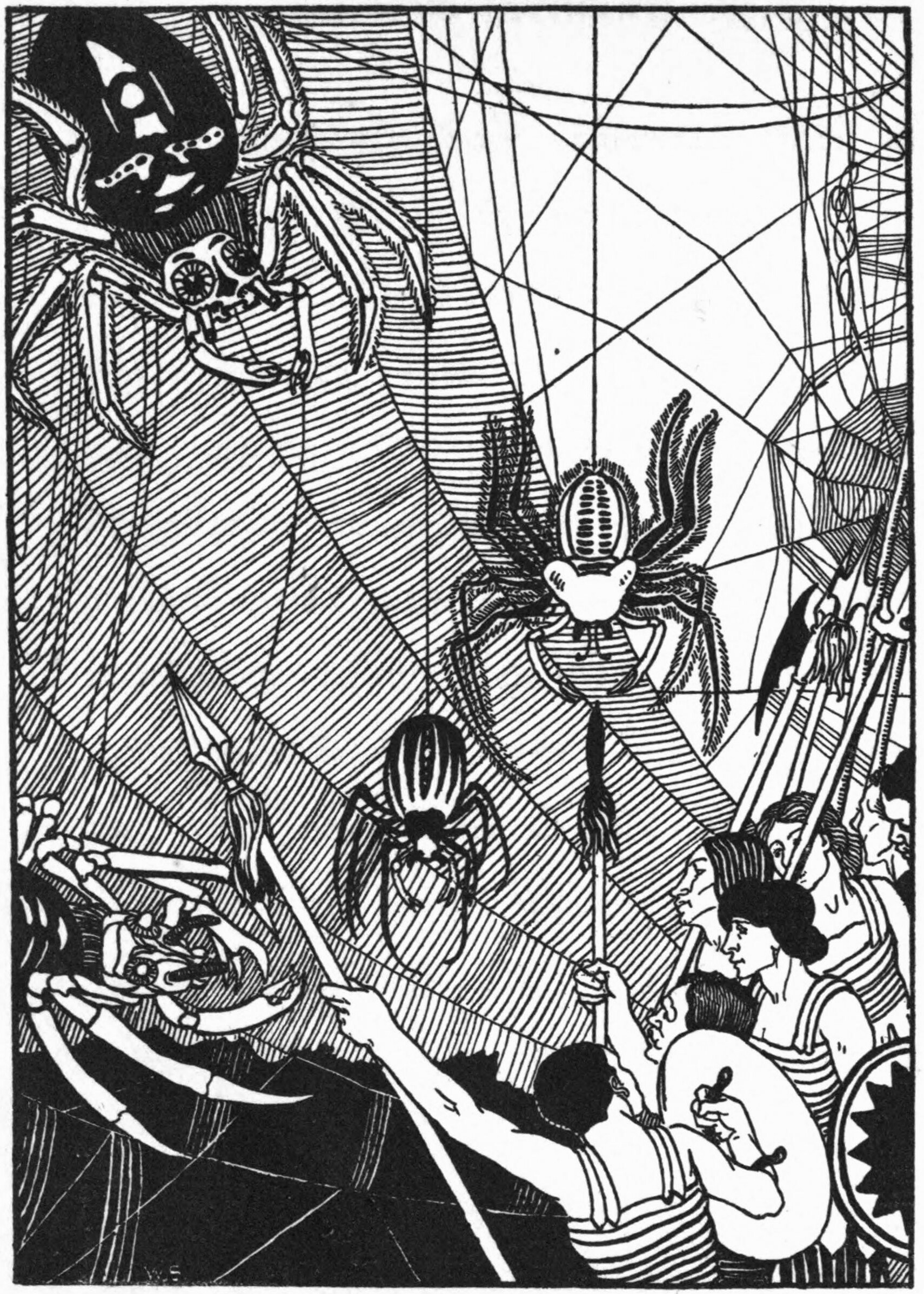
Illustration von William Strang zur Wahren Geschichten, 1894, kolossale Mondspinnen spinnen ein Netz zwischen dem Mond und dem Morgenstern

Wahre Geschichten (altgriechisch Ἀληθῆ διηγήματα; lateinisch Verae Historiae) ist ein parodistischer Reisebericht des Lukian von Samosata. Die aus dem 2. Jahrhundert n. Chr. stammende Erzählung ist die früheste bekannte literarische Darstellung einer Reise durch den Weltraum, außerirdischer Lebensformen und interplanetarischer Kriegsführung und wird von einigen Autoren als erstes Werk der Science-Fiction in der Geschichte der Weltliteratur bezeichnet. Das Werk war von Lukian als Satire gegen die zeitgenössische und frühere Geschichtsschreibung gedacht, die unkritisch fantastische und mythologische Geschehnisse als Tatsachen darstellte.

## Handlung
Lukian segelt zusammen mit einer Gruppe von abenteuerlustigen Helden westwärts durch die Säulen des Herakles (die Straße von Gibraltar), um neue Länder und Völker jenseits des Atlantiks zu entdecken. Durch einen starken Wind werden sie von ihrem Kurs abgebracht und landen nach 79 Tagen auf einer Insel. Dort finden sie einen Wein führenden Fluss voller Fische sowie eine Inschrift, wonach Herakles und Dionysos bis zu diesem Ort gereist sind, und außerdem normale und riesige Fußabdrücke. Sie entdecken Mischwesen, die halb Frau, halb Weinrebe sind. Einige der Gefährten werden selbst in Mischwesen verwandelt, als sie Geschlechtsverkehr mit diesen Wesen haben. Lukian erfindet für diese „Weinrebenbegattung“ das Wort Ampelomixia (griechisch ἀμπελομιξία).
Nachdem sie die Insel wieder verlassen haben, wird ihr Schiff von einem Wirbelsturm erfasst und sieben Tage lang durch die Luft geschleudert, bis sie schließlich auf dem Mond landen. Dort werden sie von Griechisch sprechenden Mondbewohnern begrüßt. Der König des Mondes führt gegen den König der Sonne Krieg um den Morgenstern. In den Armeen der beiden Gegner dienen anthropomorphe Pilze, auf Eicheln reitende Kynokephale und Zentauren aus Wolken. Lukian stellt dabei die Geographie von Sonne, Mond, Sternen und Planeten und die Charakteristika ihrer jeweiligen Einwohner ausführlich dar. Beispielsweise gibt es auf dem Mond keine Frauen, und Kinder wachsen in den Waden der Männer heran.
Nach ihrer Rückkehr zur Erde werden die Abenteurer von einem zweihundert Meilen langen Wal verschluckt. In diesem leben verschiedene Menschengruppen, die gegeneinander Krieg führen. Nach ihrer Flucht aus dem Wal finden sie ein Meer aus Milch mit einer Insel aus Käse und danach sogar die Insel der Seligen, wo sie auf die Helden des Trojanischen Krieges und andere mythologische Gestalten treffen und schließlich sogar Homer begegnen. Sie sehen dort auch, wie Herodot mit ewiger Pein bestraft wird, weil er in seinen Historien Lügen verbreitet hat.
Lukian und seine Begleiter reisen weiter nach Ogygia und stellen Kalypso einen Brief zu, den Odysseus ihnen übergeben hat und in dem er seine Reue darüber ausdrückt, sie verlassen zu haben, obwohl er mit ihr hätte unsterblich werden können. Auf ihrer Weiterfahrt stoßen sie auf eine Spalte im Ozean, können diese aber umsegeln, entdecken einen neuen Kontinent und beschließen, diesen zu erkunden. Die Geschichte endet an dieser Stelle recht abrupt mit dem Hinweis Lukians, dass ihre Abenteuer auf dem neuen Kontinent das Thema des nächsten Bandes sein werden.

## Literarisches Genre
Lukians Wahre Geschichten entziehen sich einer eindeutigen Klassifizierung. Ihre mannigfaltigen Aspekte haben zu Einordnungen als Science-Fiction, Fantasy, Satire oder Parodie geführt.

### Satire
Die satirische Interpretation geht davon aus, dass Lukian die Wahren Geschichten als eine Art Literaturkritik verfasst hat, um sich kritisch mit den Methoden der zeitgenössischen Geschichtsschreibung auseinanderzusetzen, in der fantastische oder mythologische Ereignisse als wahr dargestellt wurden. Er erwähnt Werke von Ktesias, Iambulos und Homer und bemerkt dazu: „Was mich vor allem überraschte, war ihre Erwartung, dass niemand ihre Lügen bemerken würde.“ Lukian gibt diverse Personen und Ereignisse in lächerlicher Weise übertrieben wieder, um sich so über die Originale lustig zu machen. Er sagt dazu auch explizit: „Die Wahren Geschichten habe ich weder selbst gesehen noch erlebt oder von anderen gehört; es sind Dinge, die nicht existieren und auch gar nicht existieren könnten. Meine Leser dürfen mir kein Wort davon glauben.“ Den Titel rechtfertigt Lukian damit, dass sein Buch die einzige wahre mythologische Geschichte darstelle, die jemals geschrieben worden sei, weil sie als einzige zugibt, dass es sich bei ihr lediglich um Lügen handelt. Er verspricht zum Schluss auch eine Fortsetzung im nächsten Band, was sich ebenfalls als Lüge herausstellt.

### Science-Fiction
Interpretationen aus dem Umfeld der Science-Fiction sehen keinen grundsätzlichen Konflikt zwischen der satirischen Absicht des Autors und dem Science-Fiction-Genre. Das definierende Element der Science finde sich in Lukians spezifischer und effektiver Methode, die Schwächen der Vorgehensweise seiner Zeitgenossen herauszustellen; es handle sich bei den Wahren Geschichten also mithin um eine Form der Wissenschaftskritik. Das Werk war auch als Antwort auf die (nicht erhaltenen) Wunderdinge jenseits von Thule des Antonios Diogenes gedacht, in denen ebenfalls Science-Fiction-Elemente vorkamen. Auch der entfremdende Eindruck des Werks wird als definierendes Science-Fiction-Element angesehen:

“… True History may properly be regarded as SF because Lucian often achieves that sense of "cognitive estrangement" which Darko Suvin has defined as the generic distinction of SF, that is, the depiction of an alternate world, radically unlike our own, but relatable to it in terms of significant knowledge.”

„… die Wahren Geschichten können als echte Science-Fiction angesehen werden, weil Lukian ein Gefühl von ‚kognitiver Entfremdung‘ auslöst, das Darko Suvin als definierend für das Genre beschrieben hat – das heißt, die Beschreibung einer fremden Welt, die sich von unserer radikal unterscheidet, aber dennoch mit unserem Wissen zuordenbaren Elementen.“

Nach Greg Grewells Definition der Science-Fiction, die primär den Kampf zwischen vermeintlich über- und unterlegenen Lebensformen zum Inhalt hat, qualifiziert derjenige Teil der Wahren Geschichten diese als Science-Fiction, der Lukian und seine Begleiter an einem Kampf um Territorium und kolonialen Einfluss teilnehmen lässt:

„‚Der König der Einwohner der Sonne, Phaeton‘, sagte Endymion, König des Mondes, ‚führt schon seit langem gegen uns Krieg. Eines Tages versammelte ich meine ärmsten Untertanen und gründete mit ihnen eine Kolonie auf dem Morgenstern, der leer und unbewohnt war. Phaeton wollte dies aus Eifersucht verhindern und griff uns mit seinen Dragonern an. Wir wurden geschlagen, denn seine Männer waren in der Überzahl, und wir zogen uns zurück. Jetzt aber will ich wieder in den Krieg ziehen und die Kolonie neu gründen‘.“

Typische Science-Fiction-Topoi in den Wahren Geschichten sind beispielsweise auch:
- Reise in den Weltraum
- Begegnung mit außerirdischen Lebensformen, einschließlich Erstkontakt
- Interplanetarer Krieg
- Kolonisierung anderer Planeten
- Welten, die nach anderen physikalischen Gesetzen funktionieren

Der englische Schriftsteller Kingsley Amis schreibt dazu:

„Ich möchte lediglich anmerken, dass der Schwung und die Raffinesse der Wahren Geschichten dazu führen, dass sie sich aus heutiger Sicht wie ein Witz auf Kosten fast aller zwischen etwa 1910 und 1940 geschriebenen Science-Fiction lesen.“

## Textausgaben
- Lukian von Samosata: Wahre Geschichten. Aus dem Griechischen übersetzt und mit einem Nachwort von Manuel Baumbach. Manesse, Zürich 2000, ISBN 3-7175-4005-X.
- Diskin Clay, James H. Brusuelas: Lucian, True History. Introduction, Text, Translation, and Commentary. Oxford University Press, Oxford 2021, ISBN 978-0-19-878964-2.